# Clément Auzière
Pour les articles homonymes, voir Auzière.
Clément Auzière (1845-1909) est un magistrat et poète français en langue occitane.

## Biographie
Né le 15 mars 1845 à Générargues, Clément Auzière est le fils du pasteur Louis Auzière, et le frère du magistrat Henri Auzière.
Il est d'abord enseignant à Montpellier.
Devenu par la suite magistrat, il est successivement juge de paix des cantons de Noirétable (1894), La Grand-Combe (1895), Le Vigan (1900) et Nîmes-1 (1904).
Il publie en parallèle des articles littéraires en prose et en vers, en français et en provençal, devient membre de l'association littéraire  Félibrige en 1883 puis secrétaire des jeux floraux du Languedoc en 1888. Élu majoral du Félibrige en 1907, il livre plusieurs recueils de poésie, et collabore à L'Almanach provençal, Iou de Pasco, La cigalo d'or et La Revue félibréenne.
Il meurt à Nîmes le 25 décembre 1909.

## Ouvrages
- Flous de sablas, Montpellier, Hamelin Frères, 1888 (BNF 31261420).
- Roso blanco: pouësio prouvençalo, Montpellier, Hamelin Frères, 1889 (BNF 30041234).
- A'n Avignoun, 1888, élégie sur la mort du poète provençal Théodore Aubanel[4]